# Cabrianes
Cabrianes es una entidad de población española del municipio de Sallent, perteneciente a la provincia de Barcelona, en la comunidad autónoma de Cataluña.

## Demografía
En 2023, la entidad singular de población de Cabrianes tenía empadronados 338 habitantes, 289 en el núcleo de población de ese nombre y 49 en diseminado.